# فيل
الفِيلُ هو حيوان ثديي ضخم من فصيلة الفيليات ورتبة الخُرْطُومِيَّات، مدة الحمل لدى الفيل هي 645 يومًا، ويوجد نوعين من الأفيال: الفيل الأفريقي والفيل الآسيوي، على الرغم من أن بعض الأدلة تشير إلى أن فيلة الأحراش الأفريقية وفيلة الغابات الأفريقية هي أنواع منفصلة عن بعضها، فإن الفيلة تنتشر في جميع أنحاء إفريقيا جنوب الصحراء الكبرى، وجنوب شرق آسيا. الفيَّلَة هي الخرطوميات الوحيدة الباقية على قيد الحياة، وتشمل الأنواع المنقرضة الماموث والمستودون.
تعد الفيلة أكبر الحيوانات الأرضية الحيَّة، فذكور الفيَّلَة الأفريقية يمكن أن يصل ارتفاعها إلى 4 أمتار (13 قدم) وتزن 7,000 كجم (15000 رطل). هذه الحيوانات لديها العديد من السمات المميزة، بما في ذلك الخرطوم الطويل المستخدم لأغراض كثيرة، وتنمو قواطعها لتصبح أنياب، وتكون بمثابة أدوات لتحريك الأشياء والحفر وكسلاح للقتال. وكذلك رفرفة الأفيال لأذنيها الكبيرة، تساعدها على التحكم في تغيير درجة حرارة جسمها. للفيَّلَة الافريقية آذان كبيرة وظهورهم مقعرة، بينما الفيَّلَة الآسيوية لها آذان صغيرة وظهور محدبة أو مستوية.
الفيَّلَة حيوانات عاشبة (آكلة للعشب) ويمكن العثور عليها في بيئات مختلفة بما في ذلك مناطق السافانا والغابات ووالصحاري والمستنقعات. وهي تفضل البقاء بالقرب من المياه. وتعتبر الأفيال من الأنواع الرئيسية نظرًا لتأثيرها في بيئاتها. وتميل غيرها من الحيوانات للحفاظ على المسافة بينها، وبين الحيوانات المفترسة مثل الأسود والنمور والضباع والكلاب البرية وعادة ما تستهدف فقط الفيَّلَة الصغار (دغفل)، وتميل الإناث للعيش في مجموعات عائلية، والتي قد تتكون من أنثى واحدة مع عجوليها أو الإناث ذات الصلة مع الذرية، وتقاد مجموعات الإناث بواسطة أكبرها سناً، والمعروفة باسم الأم الحاكمة. الفيَّلَة لديها مجتمع انشطاري صهري فيها مجموعات عائلية متعددة معاً للاندماج في مجتمع، وتترك الذكور المجموعات العائلية عند سن البلوغ، وتعيش وحدها أو مع ذكور أخرى، وتتفاعل الذكور البالغة مع المجموعات لتبحث عن التكاثر والدخول في حالة من زيادة هرمون التستوستيرون والعدوانية المعروفة باسم العفن، مما يساعدها على الهيمنة والنجاح التناسلي، وتُعد الصغار محوراً لاهتِمام المجموعات العائِلية، وتعتمد على امهاتها لثلاث أعوام، وتعيش الفيلة لحوالي 70 عام في البري، وتتواصل الفيلة عن طريق اللمس والرؤية والصوت; فهي تستخدم الموجات تحت الصوتية والاتصالات الرجفية التي تصل إلى لمسافات طويلة، وتم مقارنة ذكاء الفيل بالرئيسيات والثدييات البحرية، وظهر لديها وعيٌ ذاتيٌ وتُظهر تعاطف للموتى من نوعها.
تصنف الفيَّلَة الأفريقية بأنَّها غير محصنة، من قبل الاتحاد الدولي لحفظ الطبيعة، في حين يصنف الفيل الآسيوي من الأنواع المهددة بالانقراض.
الصيد غير القانوني للأفيال من أجل تجارة العاج واحدة من أكبر الأخطار التي تهددها. تستخدم الفيَّلَة في الأعمال في آسيا. وفي الماضي كانت تستخدم في الحروب، واليوم، كثيراً ما وضعوا على العرض في حدائق الحيوان والسيرك. كما ذكرت في الأدبيات والقصص القديمة.

## التسمية
قال صاحب اللسان: الفِيلُ معروف، والجمع أَفْيال وفُيُول وفِيَلة. قال ابن السكيت: ولا تقل أَفْيِلة، والأُنثى فِيلة، وصاحبها فَيَّال. ولفظ الفيل قديم في اللغة العربية كما ذكر في القرآن في سورة الفيل عند ذكر الفيل الذي جلبه إبرهة الحبشي مع جيشه لهدم الكعبة، ولقد كانت تستخدم الفيلة في الحروب قديماً.
وتعريف اسم الفيل في قاموس المعاني: حيوانٌ ضَخْمُ الجسم من العواشب الثدييّة، ذو خرطوم طويل يتناول به الأَشياء كاليد، وله نابان بارزان كبيران يُتَّخَذُ منهما العاجُ.

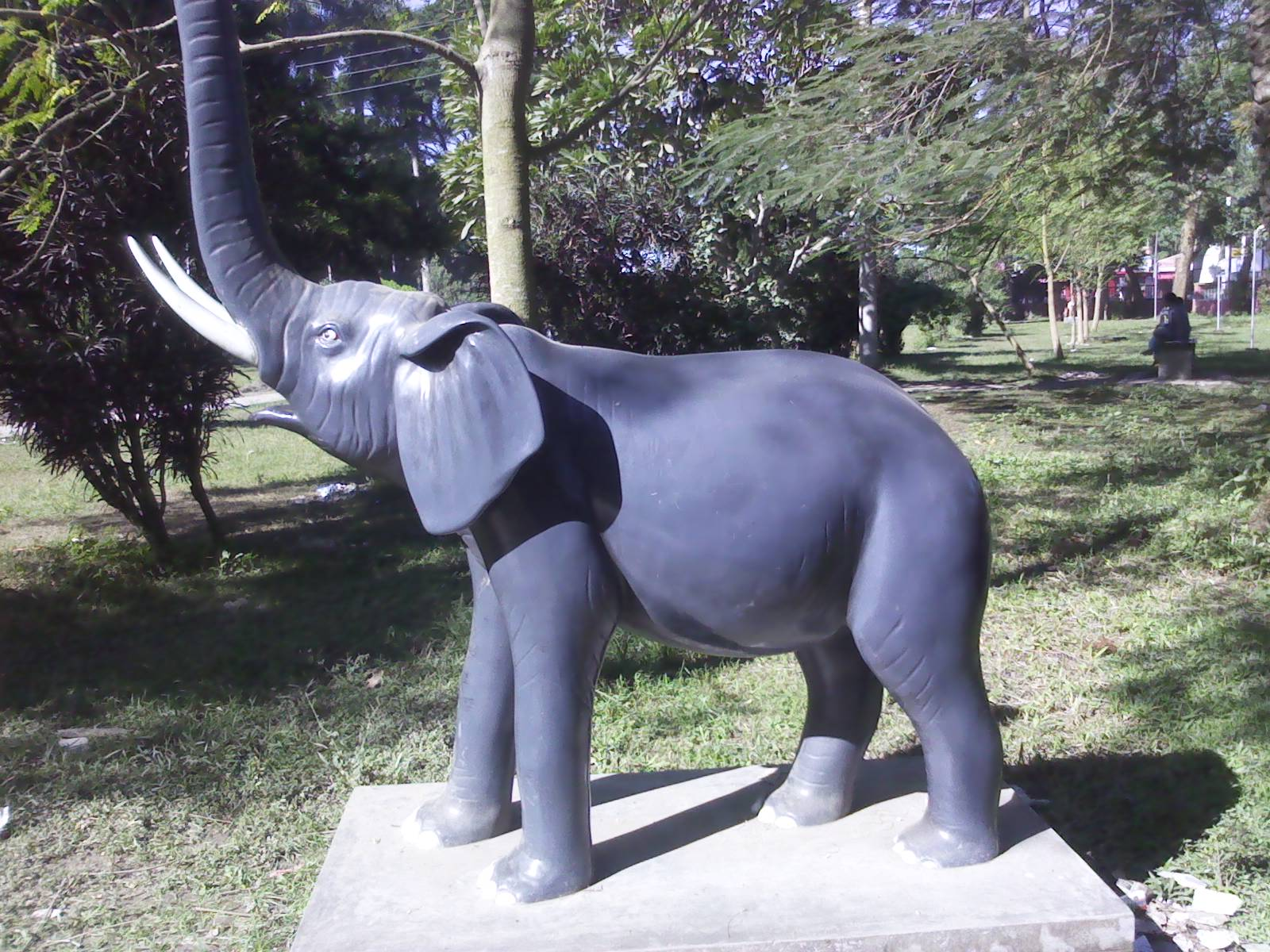
تمثال فيل

كما قيل إن لفظ الفيل نقل إلى اللغة العربية من لفظ بيلو اللغة الآرامية[محل شك]، والتي توجد بنفس المعنى ولكن بلفظ فيلديشى في اللغة السنسكريتية. واسم جنس فيل آسيوي التي نقلت من كلمة إليفاس الآتية بمعنى فيلفى اليونانية القديمة والتي تتجاوز إلى اللغة اللاتينية بلفظ فيل بحروف لاتينية. ومعنى اسم جنس فيل أفريقي لوكسدونتو يأتي من السنة الجانبية الموروبة في اللغة الإغريقية.

## التصنيف

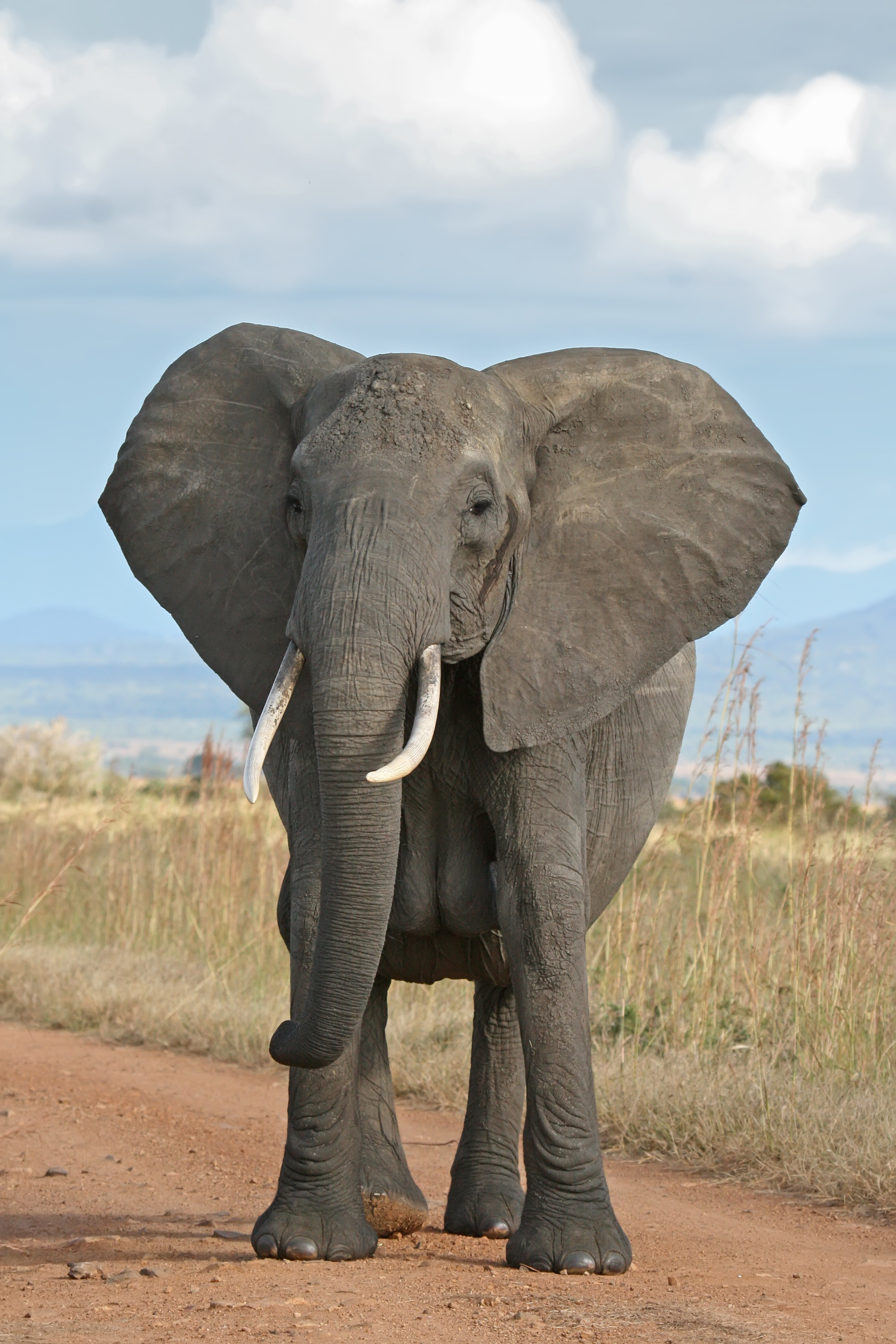
أُنثى فيل آجام أفريقي في حديقة ميكومي الوطنية في تنزانيا.

### تصنيف السلالات الفرعية والرئيسية
تصنف الفيلة داخل رتبة الفيليات، وتنضم إلى العائلة الموجودة داخل مجموعة الخراطيم، كأبقار البحر والوَبَريَات التي تتكون من خروف البحر وهي تعد أقرب درجة للانساب الموجودة الحية. وبالنظر إلى الأربع مجموعات في باينوجولاته من خلال أكثر مجموعة من الوحشيات الأفريقية. بعد ذلك تجمع الأفيال وأبقار البحر في مجموعة ثاثريا. وبشكل عام يمكن اختصارهم إلى نوعين من الأفيال. النوع الأول يعيش في أفريقيا جنوب الصحراء ويطلق عليه الفيل الأفريقي والنوع الآخر يعيش في جنوب آسيا وجنوب شرق آسيا ويطلق عليهِ الفيل الآسيوي ولدى الأفيال الأفريقية أذنان أكبر حجما كما أن أظهرها مقعرة. وأيضا جلودها أكثر تجعيدا وبطونها مائلة وعند طرف خرطومها يوجد شيئان يمتدان مثل الأصبع. أما الأفيال الآسيوية فأنها أصغر حجما وأظهرها محدبة أو مستوية. وجلودها ملساء أقل بروزاً. بينما بطونها أفقية تنحنى من الوسط. أما في نهاية خراطيمها يوجد امتداد واحد فقط. وأضراس الفيل الآسيوى بروزها أضيق من الأفريقى فالافريقى اضراسها على شكل بقلاوة. في فصيلة الفيل الاسيوى نجد نتؤ في تحديب ظهره ويلاحظ قلة الصبغة في جلده.
عرف جنس الفيل لأول مرة في العلوم الطبيعية السويدية لكارل لينيوس لعام 1758 وفي ذلك الوقت مع اسم الفيل الفيل مكسيموس من سريلانكا المعروف باسم سيلان وأطلق جورج كوفييه في عام 1798 على الفيل الهندى تسمية ثنائية الفيل انديكس بينما عالم الحيوان الهولندى جونراد يعقوب تامينجيك فأطلق على الفيل سومطرة مسمى الفيل سومطرنوس في عام1847. أما عالم الحيوان الانجليزى جونراد فريدريك نتر تشاهين صنف هذه الأنواع الثلاثة للفيل إلى أنواع فرعية للفيل الآسيوى في عام 1940. وتظهر التغييرات الجعرافية في ألوان الفيل الآسيوى وفقدان لون الصبغة التي في الجلد.يقطن الفيل سيلان الفيل مكسيموس مكسيموس في سيريلانكا.الفيلة الهندية هي فريدة من نوعها بشبه القارة الهندية والهند الصينية بقارة آسيا.بينما يوجد الفيل سومطرة الفيلة مكسيموس سومطرانوس في سومطرة. واحد من الأنواع الفريدة المثيرة للجدل فيل بورنيو الذي يعيش في شمال بورنيو، وهو أصغر من الأنواع الفريدة الأخرى. ويملك أذن كبيرة، وذيل طويل.أسنانه الطويلة أكثر سلاسة من الفيل النموذجى.حدد عالم الحيوان السيريلانكى بولز إدوارد بيريس ديرانياغالا هذه الأنواع الفريدة في عام 1950 باسم الفيل ماكسيموس بورنينسيس آخذا نوع (تصنيف) الصورة في مجلة ناشيونال جيوغرافيك.ثم يتم ته تدريج هذه الأنواع الفرعية في كل من الفيلة مكسيموس انديكسوأيضا الفيلة مكسيموس سومطرانوس.
نتيجة للتحليل الجينى الذي أجرى عام2008 ثبت أنه تم فصل أسلاف هذه الفيلة عن سكانها بأنقرة قبل 300 ألف عام تقريبا. بينما أظهرت أن الفيلة بورنيو غير مستوطنة بالجزيرة وأن الفيلة المنقرضة اليوم هي من جزيرة جاوة، وقد أحضرها سلطنة سولك إلى بورنيو قبل عام 1521.
قام عالم الطبيعة الألمانى جون فريدريش بلومنباش بالتعرف على الفيلة الإفريقى لأول مرة عام 1797 في أفريكانا. ويُعتقد أنه تم تسمية الجنس لوكسودانتا من قبل جورج كوفييه في عام 1825 .كتب كوفييه اسم الجنس ك لوكسدانتا وقد تم تصحيح هذا الاسم من قبل كاتب مجهول اسمه ك لوكسدانتا.يعرف الكاتب المجهول اسمه بأنه مصدر هذه التسميات في شفرة مصطلحات الحيوان الدولية.وتم التعرف على 18 نوع الفيلة الإفريقية الفريدة عن طريق هنري فارفيلد أوزبورن في عام 1942. ومع ذلك تم تقليل تصنيف النوع الفرعى من بعد وصول البيانات المورفولوجية أكثر.وبدأت في التسعينات تعريف اثنين من السلالة فقط فيل الأحراش الأفريقي آذان فيلة الغابات صغيرة أكثر وتكون مستديرة، بالإضافة إلى أسنانها الطويلة التي تكون أكثر رقة ونعومة. توجد فقط في مناطق الغابات في غرب أفريقياووسطها.في مقال مراجعة أجريت عام 2000بناءَعلى تشكل الجممة تم اقتراح تصنيف هذان النوعان الفرعيان دراسة أخرى أجريت في عام 2010 توصيات تصنيف فيلة السافانا الإفريقية والغابات كأنواع منفصلة. الموقع التصنيفى للفيلة الأفريقية لايزال مسألة مثيرة للجدل. في الطبقة الثالثة للمرجع المسمى أنواع الثدييات في العالم يتم تصنيف هذان الفيلان كنوع منفصل، ولايطلب نوع فريد من أجل السلالة أفريكانا لوكسولودانتا. لم يتم قبول هذا النهج من قبل برنامج الأمم المتحدة للبيئة ووحدة حماية الطبيعة العالمية والموارد الطبيعية، وأدرج اسم المنظمتين كمرادف لاسم كيوتس وأفريكانا. وفقا لبعض المصادر التي عثر عليها فعلى الرغم من اقتراح أن الافيال الموجودة في غرب أفريقيا هي نوع منفصل فان هذا الامر لايزال قضية غير محلولة. على الرغم من كون الفيلة الاقزام مع بوميليودا لوكسودانتا في حوض الكونغو كنوع منفصل، الا انه بسبب الظروف الراهنة فان فيلة الغابات تكون صغيرة جسديا وتصل لمرحلة المراهقة مبكرا.

## الأنساب المنقرضة والمتطورة
تسجل تشعب تكيفي لثلاث من مجموعات الخراطيم الرئيسة بالإضافة إلى 161 عضو منقرضاً. أول الخراطيم كانت من نوعى اريثريوم وبوزيثريم الأفريقية التي كونت الانتشار التطورى الأول في نهاية عصر باليوسيني. عاشت فصيلة بوزيثريم قبل56مليون عام وقد كانت في حجم ثعلب تقربياًووجد أطلالها في المغرب عام 1996م. في الإيوسين عاشت الأجناس بارثيريم موريثيريوم ونوميدوثريوم في أفريقيا وأيضاً عائلة أنثراكوبونيداي في شبه القارة الهندية. هذه الحيوانات التي عاشت في الماء كانت صغيرة نسبياً.فصيلة المايوثيريم يقرب حجم خرطومها من 110سم التي تشبه الأفيال.لديها أنف طويل وكذلك أذنها ورأسها يشبه تابيرات وأسنانها الأمامية ممتدة. لديها ايضاً خصائص مشتركة مع خيلانيات بجانب خصائًها التي تشبه الافيال. بعد ذلك ظهرت سلالتي فيوميا باليوماستودون المحتمل ان البلامنتيدوعاش في الغابات والغابات شبه المفتوحة.قد ظهر انخفاض تنوع الخراطيم في عصر الأوليجوسين. نوع الايرثيريوم ملاكجبريكستوس لذى عاش في القرن الأفريقي ويمكن اعتباره سلف من مختلف الأنواع والتي سوف تحدث في وقت لاحق وواحد من أنواع هذه الفترة الرائعة. يمكن ان نرى الانتشار التطورى الثانى مع أنواع ماموثيدياودينثوريدياذلك في بداية عصر ميوسيني.أولهم جنس البايثريوم الذي يعيش في أفريقيا وأوراسيا والنسب الثانى اريترياوانتشر في أمريكا الشمالية. بدأت في أفريقيا أسرة جومبثريدياوالمستمدة من اريتريا ربما في العصر التطورى الثانى والتي بدأت في أفريقيا مع ظهور فترة العصر الميوسينى وانتشرت في جميع القارات.باستثناء أستراليا والقارة القطبية الجنوبية. نجد من بين أعضاء هذه المجموعة تريلوفودون وبلاتيبلودون. لقد ادى ظهور فليمسيلروالتي كانت بديلاًلمدة طويلة عن جومبوثيريديا التي بدأت في نهاية العصر الميوسينى مع النشر التطورى الثالث. تطور أنواع الأفيال الماموث واليفاس ولوكسدونتوامن نوعى البريمفلاس الافريقى وجومبوثيروديوث. لوكسدونتواهذا هو الأول في المجموعة فصل عن الأخرين فيما بين العصر الميوسينى وعصربليوسين؛ أما الماموث واليفاس فصلوا في اوائل العصر الحديث.عندما كان يستقر لوكسدونتوا في أفريقيا إلى أوراسيا انتشر ماموث على كل من أوراسياوأمريكا الشمالية.في نفس الوقت انتشرت في شبه القارة الهندية والصين وجنوبشرق أسيا وأسيا بما فيها اليابان نوع أخر من أسر الخراطيم ستيجودونتديا مستمد من جومبوثيريديا. تطورت فصيلة ماموتيديا إلى أنواع جديدة مثل صناجة.الدخول في أنواع جديدة عالي من فليمسيلر مع بداية ارتفاع معدل العصر بليستوسين.كانت أطلسية لوكسدونتو الأكثر انتواع في جنوب وشمال أفريقياولكن بالقرب من نهاية العصر الأقرب الحديث حل اليفابلنسيس محله. أصبح نوع اليفا مهيمنا على الأنواع الحديثة بعد أن غاب لوكسدونتو عن أفريقيا.تطور نوع اليفاس إلى أنواع مثل اى بلاتيكس والذي يعد سلف من الفيل الاسيوى اى هايسدريكس في أسيا. ينقسم الماموث إلى أنواع مختلفة من بينهم الماموث الصوفى والمعروف جداً بينهم. خلال العصر الأقرب الحديث معظم أنواع خراطيم العالم اختفت من بين السلالة الجليدية حوالى 50%من التي فوق 5كجم.تعرضت الخراطيم لاتجاهات تطورية عديدة.ظهرت أنواع عملاقة تزيد قامتها عن 4 أمتار بسبب تضخم أجسادها. من بينهم من يستطيع العيش على التغذية النباتية ذو التغذية المنخفضة ولديهم أجساد الأفيال الكبيرة مثل حيوانات ضخمة وأخرى نجدها من بين اليناصورات المنقرضة في فريق القاع في سايروبوا. أطرافها ممتدة وكانت أقصر وأكثر سمكاًمن القدمين.الفك السفلى أطول من الخرطوم الأول؛ بينما الجماجم الصغيرة أكثر تطوراً.خرطوم الفك السفلى أقصر وبالتالى تغير مركز كتلته إلى الرأس.تم اختصار الجمجمة والعنق الموسع لتقديم دعم أفضل للجمجمة.نتيجة لزيادة الحجم يمكن لخرطومها أن يتحرك ليصل للأماكن البعيدة.الجهة الأمامية تقل بها عدد الأنياب والأسنان القاطعة.الأضراس أكبر حجماًومختصة.القواطع العلوية الثانية ممتدة ومسطحة وتختلف وفقاً لأنواعها؛ سواء شكلها حلزونى أو منحنى أما علوى أو سفلى. في بعض الخراطيم تمتد القواطع السفلية محل القواطع العلوية.حافظت الفيلة على بعض الخصائص الاتية من الأسلاف التي عاشت في الماء وذلك بواسطة تشريح خصية والاذن الوسطى. يوجد بعض الجدل حول حول درجة القرب بين لوكسدونتو واليفاس والماموث .بعض أبحاث حمض نووي للمتقدرات توضح أن لوكسدونتو أقرب إلى الماموث؛ أما الأخرى تظهرأن اليفاس أقر اليها. ومع ذلك فان شخصية الحمض النووى لحيوان الماموث الصوفى الكامل الذي تم تحليله في عام 2005 يظهر ان اليفاس وثيق الصلة بالماموث. وتشير الأدلة في علم التشكل (أحياء) ان سلالات الماموث واليفاس قريبة من بعضها وذلك بمقارنة ألبومين المصل والكولاجين في كل من السلالات الثلاث تشير انها تكون استنساخ من بعضها البعض بنفس المعدل.

## الأّذنان
آذان الفيل هي نهاية رقيقة من قاعدة سميكة .الصيوان يوفر الكثير من شعيرة دموية.الدم الفاتر الذي يتدفق من خلال الاوعية الدموية في الصيوان يعمل على اعطاء الحرارة إلى بيئة تساعد على خفض درجة حرارة الجسم.يحدث هذا الموقف عندما يثبت الصيوان بينما تتحرك آذان الفيل مما يجعل انخفاض درجة الحرارة أكثر سرعة .عندما يكون سطح الأذن كبير يتيح الفرصة لانبعاث الحرارة أكثر.جميع أنواع الفيلة من بينهم فيل السافانا الأفريقية ذو الصوان الأكبر يعيش في المناطق الحارة. يمكن للأفيال سماع الترددات المنخفضة تصل حساسيتها إلى ما يقرب من 1كيلو هرتز.

## أنواع الأقزام
تعرضت الأنواع ذات الخراطيم المختلفة التي تعيش في الجزر إلى التقزم مع مرور الزمن عليها .مع أنه كانت توجد أنواع الفيل القزم من قبل بليوسن فإنه بسبب تغير مستوى سطح البحر خلال العصور الجليدية قد تحقق عزل بعض سكان الفيلة على الجزر .تم تقليص الجزر الأكبر من الفيلة في الجزر بسبب غياب الحيوانات المفترسة الكبيرة ووجود موارد محدودة .أما الثدييات الصغيرة مثل القوارض فإنها في ظل ظروف مماثلة تعرضت لعملية العملقة بالجزيرة .ويُعرف أن أنواع القزم الخرطومية التي تعيش في إندونيسيا، جزر القناة في كاليفورنيا وفي الجزر المختلفة بالبحر الأبيض المتوسط. ويٌعتقد أن نوع الفيل جالابنسيس التي تعيش في سولاوسي تأتى من فصيلة الفيل بانيفرونس .1متر فقط من قامة نوعية الفيل فالكونير التي تعيش في مالطا وصقلية من المحتمل أن تكون تطورت من فصيلة الفيلة أنتيكوس .ويٌصادف في قبرص الفيلة القزم الأخرى التي تأتى من فصيلة الفيلة أنتيكوس .لايُعرف الفيل القزم التي تعيش في جزر كريت، كيكلادس وجزيرة دوديكانيسيا من أي نوع تطورت. ويٌعرف أن قزم الماموث يعيش في سردينيا. وتستقر الماموث على جزر القناة بكالفورنيا وتطورت إلى نوع ماموث متباعد التي تكون نوع ماموثى قزم .ويبلغ قامة هذا النوع حوالى 1,2 إلى 1,8 متر والوزن مابين 200 إلى 2000 كجم .واٌكتشف أن عدد صغير من سكان الماموث الضخمة تعيش في جزيرة فرانجل حتى قبل 4000 سنة .وبعد إيجاد بقاياهم في عام 1993 تم تصنيفها كماموث قزم. وبعد إعادة النظر في هذا التصنيف مرة أخرى لم يتم قبوله بشكل حقيقى ك «ماموث قزم» منذ عام 1999.

## التشريح والتكوين الجسماني
الفيل أضخم حيوان يعيش على الأرض .قامة الفيل الأفريقية تتراوح مابين 3 إلى 4 متر، ووزنها أيضا مابين 4000 إلى 7000 كجم .بينما قامة الفيلة الآسيوية تتراوح مابين 2 إلى 3,50 متر ووزنها أيضا مابين 3000 إلى 5000 كجم. ذكور كلا الجنسين تكون أضخم من الإناث. عرق الغابة ما بين الفيلة الأفريقية يكون أكبر من عرق السافانا. الهيكل العظمى للفيل يتكون من 326 إلى 351 عظمة. بسبب عدم ارتباط الفقرات الغزيرة والمفاصل مع بعضهم البعض فإن مرونة الظهر تكون محدودة . على الرغم من أن القفص الصدري للفيَلة الأفريقية تكون 21 زوج فإن الفيلة الآسيوية تكون صاحبة 19 إلى 20 زوج من الأضلاع.
جمجة الفيل تكون مرنة بما يكفي لتحمل القوة التي تحدث في تصادم الرأس برأس مع النفوذ التي تأتي بتأثير مٍرفعة من أسنان الفيل .الجزء الخلفي من الجمجمة يكون مستوياً وموزعاً ويصل إلى سلسلة من الأقواس محافظاً على كل جانب من جوانب المخ. بفضل الجيوب التي توجد في الجمجمة (الفجوات الهوائية) في حين خفض وزن الجمجمة فإن مجموعها يكون لحماية مقاومتها .هذه الفجوات تؤدي إلى رؤية ما بداخل الخلايا كالجمجمة بأسرها .تملك فك سفلي قوي ومتين. بسبب أبعاد الرأس فالرأس قصيرة نسبياً وتوفر دعما جيدا. على الرغم من أن الدموع في عين الفيل تكون منظمة فإنه بفضل القماشة تبقى العين رطبة . يحافظ غشاء راف على مُقلة العين .تقيد مرقع العين في الرأس، وضيق الحركة على مسافة الرؤية للحيوانات. الفيلة الديكروماترية  على الرغم من رؤيتها الجيدة في ضوء خافت فإنها لا ترى بشكل جيد في الضوء الساطع. حرارة الجسم تكون مشابهة للإنسان والمتوسط 35,9 درجة .الفيلة أيضا كالجمل درجة حرارة جسدها يمكن أن تزداد أو تقل بعض الدرجات لكي تستطيع أن تتكيّف مع الظروف البيئية القياسية

## الفيل الهندي أو الآسيوي

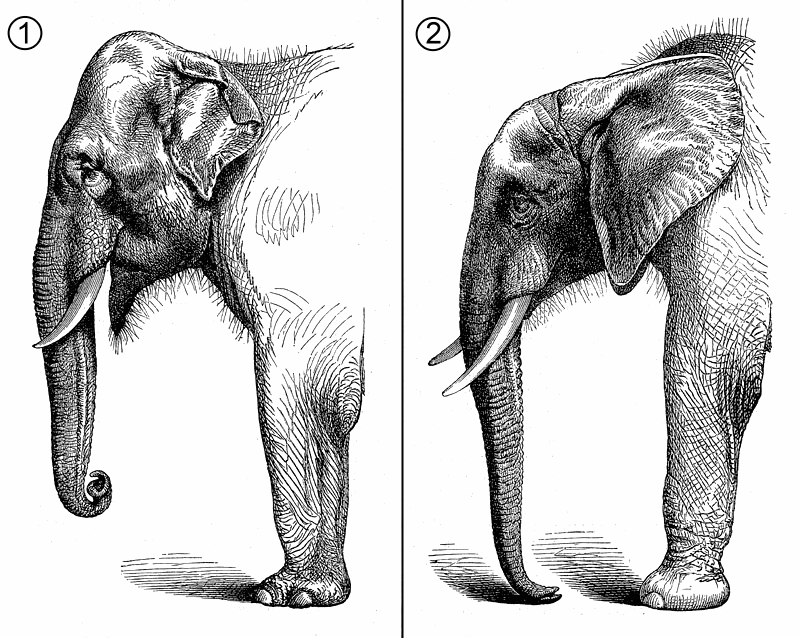
صورة توضح الفرق بين تشريح جبهة الفيل الأسيوي (1) والفيل الإفريقي رقم (2)

وهو أقل حجماً من الفيل الإفريقي الأسود ويتسم بالهدوء النسبي وسهولة الانصياع للأوامر وبذلك سهل تدريبه واستئناسه في قارة أسيا ليكون حيواناً من حيوانات الجر والحمل ويستخدم في عمليات قطع الغابات وهو وسيلة أكثر اقتصادية عن استخدام الآلات، وبسبب طبيعته تلك، سهل تدريبه ليكون من حيوانات السيرك فقد لا تجد فيلاً أفريقيا في السيرك على سبيل المثال.
يتعود الفيل الهندي على اهتمام صاحبه به ويجب عليه اصطحابه يومياً للاستحمام وحك جلده السميك وإن لم يفعل يرفض الفيل العمل.
يتميز عن الفيل الأفريقي بتحدب ظهره، والغريب أن أذنه على شكل القارة الهندية وبذلك يمكن تمييزة عن الفيل الأفريقي.
في الهند وسريلانكا وبنجلاديش تدخل الفيلة في الاحتفالات الدينية ويجري تزيينها برداء ثقيل مزخرف كثير الألوان، كما يتم تغطية نابيه بأغلفة ذهبية.
الفيلة البيضاء نادرة الوجود وفيما مضى كانت مقدسة وكانت توضع في قصور الملوك والأمراء حتى أن الفيلة البيضاء الصغيرة كانت ترضهعا مرضعات من البشر، كما أن رسومها وتماثيلها كانت تملأ القصور.
الهندوس يقدسون الفيلة ويشكلون أحد أهم الآلهة الهندوسية على شكل مخلوق له رأس فيل وجسم إنسان ويسمى جانيش والأسطورة باختصار هي عندما كان يقاتل جانيش اله الشر قطعت رأسه فقطع والده رأس فيل ووضعها مكانها فعاش على ذلك النحو ويجرى تصويره على ذلك الشكل. كما أن هياج أحد الأفيال في فترة التزاوج ليهدم الأكواخ ويدمر المزارع الذي ينتج عن زيادة الهرمونات في تلك الفترة، يفسرونه على أنه تقمص أحد الأرواح الشريرة لهذا الفيل[ما هي؟]
[بحاجة لمصدر]

## الفيل الأفريقي

فيل إفريقي في حديقة حيوانات

أكبرحجماً من الفيل الهندي ويتميز بشكل أذنيه الأكبر حجماً التي تشبه قارة أفريقيا، كما يمكن تمييزه من ظهره المائل وليس محدب كالفيل الهندي، والفيلة الأفريقية أكثر شراسة ولذلك لم يسهل تدريبه، كما أن هناك سبب آخر وهو أن الفيل الأفريقي لم يحظ بالاهتمام في سبيل تدريبه كما حظي به الفيل الهندي،
وفي أفريقيا تقود الأنثى الكبيرة القطعان وليس الذكور وهي تقود الطريق من أماكن الطعام إلى أماكن الشرب والطعام والملح الفائق الأهمية بالنسبة للحيوانات وينضم إلى القطيع قطعان أخرى ليصل العدد إلى مئات.
يتميز الفيل عن باقي الحيوانات الأخرى بخرطومه الطويل الذي هو امتداد للأنف والشفة العلوية ويعمل عمل الذراع للإنسان ذلك أن طرفيه العلوي والسفلي عبارة عن زوائد عضلية تعمل عمل الأصابع حتى أن الفيل ليستطيع الإمساك بحبة صغيرة «بأصبعيه» مجازاً كما تتميز الفيلة بأنيابها العاجية التي قد تصل لأحجام كبيرة والتي تعتبر غالية الثمن ولذلك تعرضت الفيلة في أفريقيا لخطر الانقراض بسبب صيدها من أجل الحصول على أنيابها.

## سمات الفيل

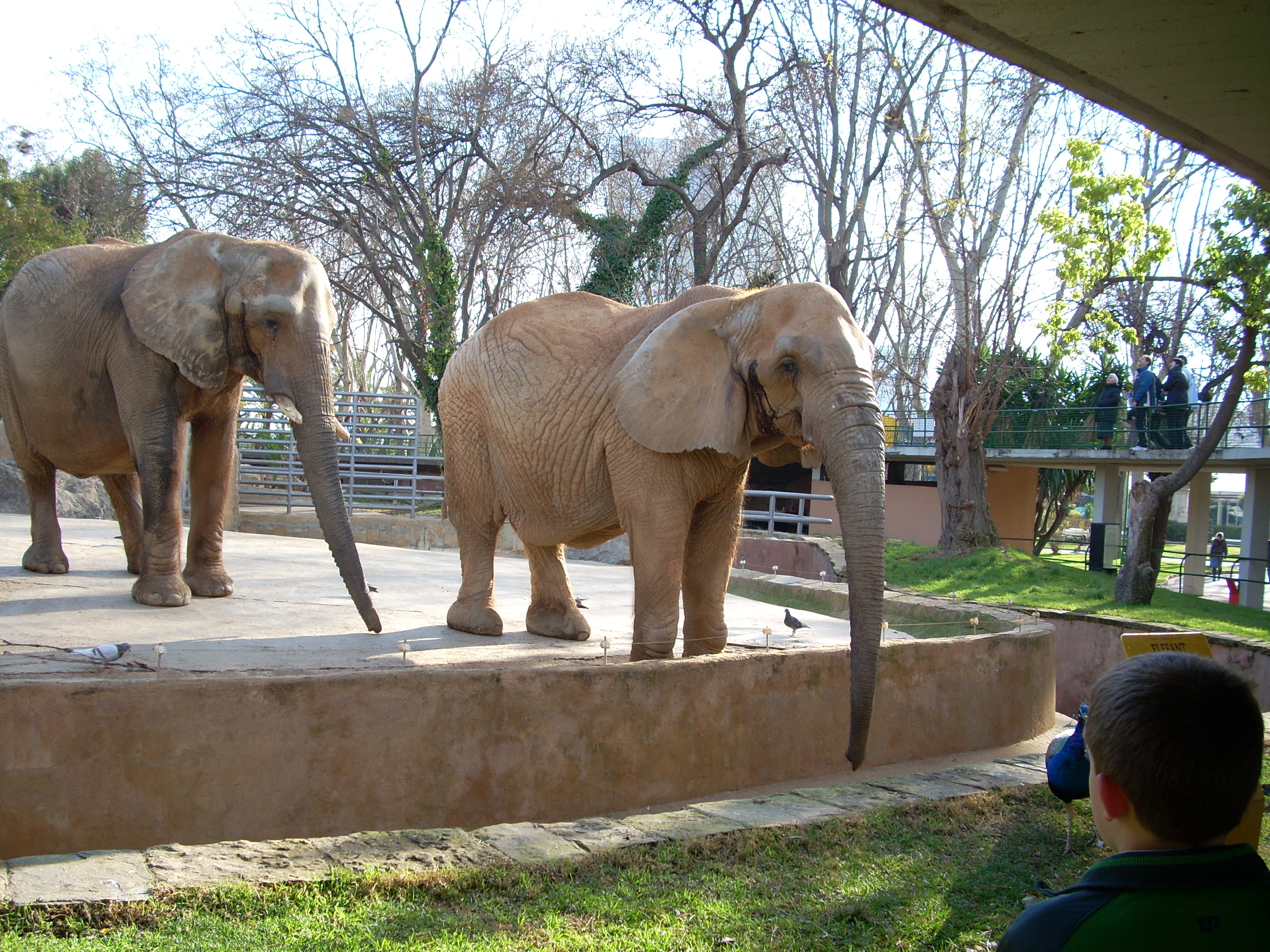
فيل اٍفريقي في حديقة حيوانات برشلونة في إسبانيا

- يتميز الفيل بالذاكرة القوية التي تعي الأشياء والأماكن لسنوات عديدة، ويستفيد من ذاكرته تلك في الوصول إلى موارد المياه في فترات الجفاف التي قد تمتد لسنوات في أفريقيا.
- حاسة الشم القوية التي تمكنه من شم الرياح للتعرف على مصادر المياه وكذلك الأعداء على ندرتها فلا تخشى الفيلة حتى الأسود.
- تحب الفيلة التمرغ في الوحل والطمي ورش التراب على ظهورها فذلك يحميها من حرارة الشمس الحارقة وتمنع عن ظهورها الحشرات المزعجة.
- فترة حمل أنثى الفيل من 18 شهر إلى 22 شهرا، ويسمى ولد الفيل باللغة العربية الفصحى «دغفل»، وهي تحن على ولدها كثيراً وتدافع الأنثى الكبيرة قائدة القطيع عن جميع الصغار في حالة تعرضهم للخطر وبالأحرى فإن الصغار مسؤولية القطيع بأكمله يدافعون عنهم حتى لو لم يكونوا أولادهم. وقد تنجب الفيلة توأماً ففي هذه الحالة تحتاج إلى دعم جميع أفراد القطيع لرعاية الصغيرين.

صغار الفيلة ضعيفة لأنها تولد ولا يعمل سوى جزء بسيط من دماغها، في الوقت الحاضر تفتقر صغيرة الفيل هذه إلى جميع المهارات الحيوية التي تحتاج إليها للبقاء، ومن دون أمها قد لا يكتب لها البقاء، غير أن تأخر نموها العقلي لا يشكل عائقاً فهي تتحلى بميزة أفضل من بقية الأجناس الحيوانية بأن دماغها أكثر ليونة، وتمنح هذه الميزة الفيل قدرة هائلة على التعلم، فتتعلم الفيلة الصغيرة كل ما عليها معرفته من أمها وأسرتها: من طريقة الشرب وما يجب أكله وطريقة الأكل، بالإضافة إلى طريقة الاستحمام ونفض الغبار.
إن عالمها كناية عن سلسلة دائمة من الاكتشافات الجديدة وبعض الدروس أصعب من غيرها، وقد يكون اكتشاف طريقة السيطرة على الخرطوم أصعب التحديات لدى صغار الفيلة، وتستغرق عامين كاملين لتكتسب المهارة في ذلك، وفي عالم صغار الفيلة يحتل تعلم المهارات الاجتماعية الأهمية نفسها التي يحتلها تعلم مهارات البقاء، إن مجتمع الفيلة مؤلف من بنية بالغة التعقيد إنه مجتمع تراتبي يرتكز بشكل أولي على السن، وتحتل فيه جميع الفيلة الصغيرة، رتبتها بشكل تدريجي، وسيكون عليها تعلم إشارات اجتماعية وممارسة أداب الجماعة وإظهار الاحترام للفيلة التي تكبرها سناً وبخاصة الأم الرئيسة، لإن الأم الرئيسة هي محور مجتمع الفيلة وتنشأ حولها روابط العائلة، فهي التي تقرر وجهة العائلة يومياً ووقت نومها وساعة توقفها عن الأكل وما ينبغي فعله في أوقات الخطر، وقد يصاب هذا الفيل بسهم سام في وقت مبكر من اليوم، حيث يستهدف الصيادون الفيلة التي تحمل أكبر الأنياب، وبما أنها الأكبر سناً غالباً ما تكون الأم الرئيسة أو الأمهات الأوسع خبرة أي الفيلة التي تلم شمل المجموعة وهي المستهدفة دوما. 
- يحدث بشكل نادر أن تنجب الأنثى توأم ويعني ذلك صغر في الوزن عند الولادة ومسؤولية إضافية في رعاية صغيرين تشبه صغار البشر في رغبتها في اللعب والغفلة عن الأخطار، فهي تقضى وقتها في اللعب والتعرف على المخلوقات المحيطة، وتقوم الأنثى الكبيرة وبقية الإناث على رعايتها وحمايتها متى تطلب الأمر ذلك.
- قطعان الذكور أقل انضباطاً وتعاوناً وترابطاً من قطعان الإناث، وتهيم بشكل منفصل عن قطعان الإناث إلا أنها تتواصل معها بتواصل تحت صوتي وهي أقل تعقيداً من قطعان الإناث.
- يقضي الفيل ثلاثة أرباع اليوم في مضغ النباتات الفقيرة في قيمتها الغذائية ولذلك يستعيض عن ذلك الفقر الغذائي بتعويض الكمية والأفيال تعري الغابات فهي تأكل 200 كيلوغرام من النباتات يومياً، ولذلك فإن الفيل يستبدل ضروس الطواحن 6 مرات في حياته لكثرة استهلاكها.
- يخرج الفيل كمية هائلة من الروث تصل إلى 136 كيلوغراماً، تعيش عليها خنفساء الروث
- يخشى الفيل النار والأصوات العالية ولذلك فعند هجوم الأفيال على المزارع، يسرع المزارعون الآسيويون بحمل شعلات نارية كما يطرقون على صفائح.
- عندما تشعر الأفيال بقرب موتها أو بالإنهاك فهي تذهب إلى أماكن المياه، وقد تموت هناك وبتراكم العظام يصبح ما يسمى مجازاً بمقبرة الأفيال. والفيلة عاطفية جداً فيما يتصل بالموتى ويظهر توترها وخوفها إذا ما رأت جمجمة فيل آخر، تماماً مثل الإنسان.

## الأسنان

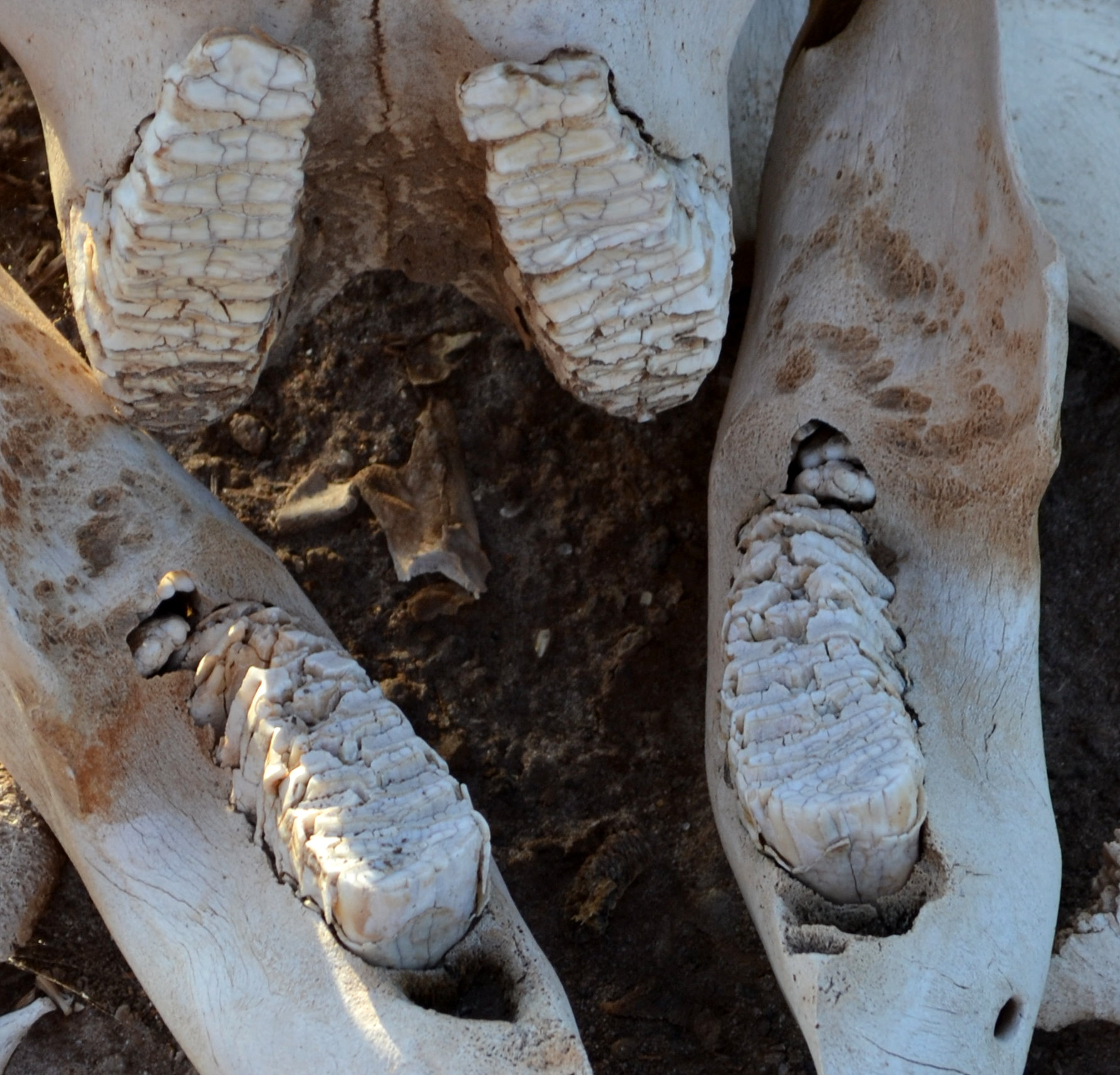

تكون أسنان الفيل طويلة، وتُعرف بأنها حادة وبصفة عام فإن الفيل يملك 26 سنا تنقسم إلى 12 من الأسنان اللبنية أمامية و12 ضرس، وبعد مغادرته لأسنان الطفولة يحصل بدلا منها على أسنان دائمة على عكس الثدييات وتتغير أسنان الفيلة على أطوار خاصة ومحددة طوال دورة الحياة، وطوال فترة حياة الفيل النموذجي تتغير أسنان المضغ ست مرات، كما هو الحال في معظم الثدييات فإن الأسنان لا تٌسن بشكل عمودي من الفك ولا يحل محلها الأسنان القديمة، وعوضا عن ذلك فان الأسنان الجديدة تٌسن في الجزء الخلفي من الفم وتٌدفع الأسنان القديمة بشكل مباشر إلى الجزء الأمامي من الفم، وعندما يبلغ الفيل من العمر سنتين أو ثلاثة تأتي على كل جانب من الفكين أسنان المضغ الأولى، وعندما يصل إلى سن مابين 4 إلى 6 سنوات تتساقط الأسنان الثانية، وتتغير الأسنان الثالثة في عمر 9 إلى 15 سنة، أما الأسنان الرابعة فيتم تغييرها من عمر 18 إلى 28 سنة، وعندما يصل إلى بدايات عمر الأربعين تسقط الأسنان الخامسة، ويحيى الفيل بالأسنان السادسة وبصفة عامة فإنها الأسنان الأخيرة حتى نهاية الحياة، وتكون تلال أسنان الفيل على شكل حلقة ref>^Shoshani, s. 70-71.</ref> .

## الجلد

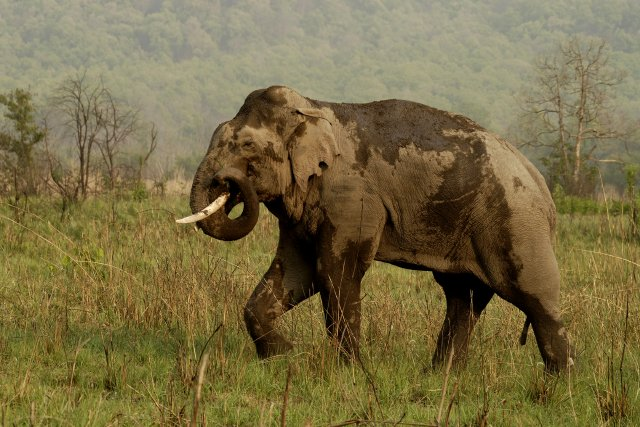

جلد الفيل قوي ومتين للغاية ويصل سمكه في بعض أجزاء من الرأس إلى 2,5 سم. وإن الجلد في داخل الفم، والشرج والأذنين يكون رقيق نسبياً. رغم إن جلود الفيلة رمادية بصفة عامة، فأنه يمكن أن تُرى الفيلة الأفريقية باللون البني أو ذات حمرة بعد تمرغها في الوحل. في جلود الفيلة الآسيوية توجد مناطق تدون الخضاب نسبياً. وتُرى هذه الأجزاء خاصة حول الجبين والأذن. شعيرات صغير الفيل تكون بنية أو ذات حمرة وخاصة في جزء الرأس والظهر. وعندما تنضج الفيلة يصبح شعرها أكثر كثافة وتقل. ولكن توجد خصيلات كثيفة من الشعيرات الخشنة حول العضو الجنسي والعين والأذن. وعادةً فأن الفيلة الآسيوية تكون ذات شعيرات أكثر من الفيلة الأفريقية. وتستفاد الفيلة من الطين من أجل حماية أنفسها من الأشعة فوق البنفسجية. وعلى الرغم من كونها سميكة إلا أن جلودها سميكة للغاية. إذا لم تقم بحمام الطين بشكل منتظم من أجل حماية أنفسهم من الحروق الشمسية، ومن لدغات الحشرات ومن فقدان الرطوبة فأن جلودها تتعرض لضرر خطير. وبعد الاستحمام في الماء فأن الفيلة تغطي بخراطيمها جسمها بالغبار وتُشكل هذه الطبقة المسحوقة طبقة حامية جافة. ووفقاً لأحجام الفيلة فإن طبقة سطح الجلد بسبب كونها منخفضة للغاية فتكون صعبة للغاية في فقدان الحرارة من الجلود. وتتم المراقبة من أجل اتصال باطن القدم بالهواء لوقوف الساقين.

عندما تتحرك الفيلة تستطيع أن تستخدم سرعتين معتبرة أحدهما سيراً على الأقدام والأخرى الركض. عندما تسير فإن أقدامها تتحرك كعقارب الساعة. عندما توضع قدمها على الأرض فإن الكتفين والوركين يرتفعان وينخفضان. إذا استخدمت الفيلة أرجلها مثل الحيوانات الراكضة الأخرى -لأن هناك لحظة تنقطع فيها قدميها عن الأرض- فإن سرعة المشي لا توفر معايير الركض بشكل كامل. عندما تتحرك بسرعة تٌرى الفيلة تركض بالأرجل الأمامية وتمشي بالأرجل الخلفية ويمكن أن تبلغ سرعة الفيلة 18 كم في الساعة تقريباً. في هذه السرعات معظم الأقدام الأربعة الأخرى تتحرك بأربع. يمكن لعلم القوى المحركة أن يوضح الفرق بين حركات الفيلة عن الحيوانات الأخرى. أثناء التحرك تتوسع الأنسجة اللينة التي توجد أسفل قدم الفيل وتقليصها وهذا القدر يقلل من الألم والصوت الذي يصدر تحرك الحيوان الثقيل. الفيلة سباحة بشكل جيد. وتستطيع أن تسبح حتى 6 ساعات دون أن تلمس القاع، ولديها القدرة على قطع مسافة 48 كم في المرة الواحدة ويمكنها أن تسجل سرعة 1,2 كم /ساعة.

## الأنياب

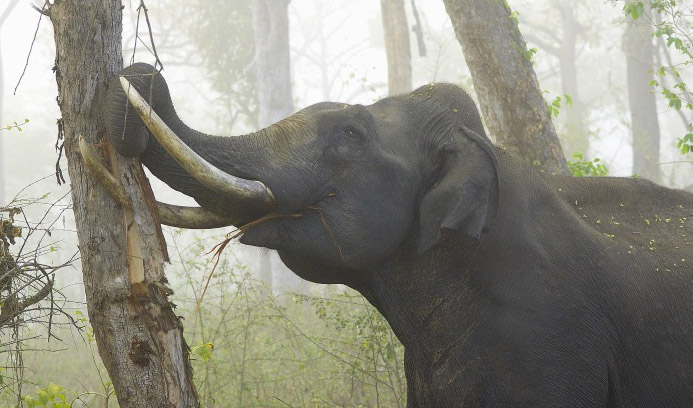

مازالت الأنياب تخضع لتعديل الأسنان القاطعة الموجودة في الفك العلوي .الحيوانات من 6 إلى 12 شهر تحل الأسنان محل الأسنان اللبنية وتستمر في النمو إلى ما يقرب من 17 سم. تزيد طبقة مينا (أسنان) الناعمة مع الوقت التي تقع فيه على عاج الجديد. كما هو معروف فالناب منطقة مزخرفة على شكل مستعرض من خطوط مائلة. العاج والأنسجة الحية لينة نسبياً ولكن لديها صلابة تصل إلى كالسيت.يرى من الأسنان قسم كبير من الأسنان القاطعة والتي تعتمد على ما تبقى من أخدود الجمجمة. يلاحظ أن الأسنان القاطعة على الأقل لها لب كما تمتد الأعصاب في بعضها حتى النهايات، ولهذا السبب يصعب إزالة الأسنان بدون إلحاق الضرر بالحيوان .بعد إزالة الأسنان تبدأ في التشقق والتصلب، أما إن ظلت في أماكنها تصبح رطبة ومنتعشة.
يستخدم الفيل العاج لأهداف متعددة. يستفيد من إزالة الفروع والأشجار وأثر قشور الأشجار وحفر التربة للوصول للماء والملح والجذور. يستخدم الخراطيم من أجل الحماية والدفاع والهجوم أثناء التشاجر. استخدام اليمين واليسار بواسطة أيدي الإنسان مثل استخدام الفيل أنيابه في اختيار اليمين واليسار .فالأسنان القاطعة بشكل عام أكثر هيمنة وتكون متآكلة وأكثر استدارة وأقصر بالنسبة للأخريات. في كل من الأفيال الأفريقية والذكور نجد الأسنان القاطعة طويلة بالنسبة للإناث وتصل طولها إلى 3 أمتار. أنياب الذكور أكثر سمكاً من أنياب الإناث. لدى الأنواع الآسيوية للذكور فقط أنياب طويلة .أما بالنسبة للإناث فأنيابها صغيرة أولا تمتلك. ويرى الذكور الذين ليس لديهم قواطع طويلة أنهم أكثر انتشاراً في أفيال سيلان. أنياب الفيل الآسيوي أطول من الفيل الأفريقى ولكنها أرق وأخف وزنا. الفيلة الآسيوية أطول قياس بين القواطع 3.02متر طويل القامة ويزن 39 كجم. أنياب الأفيال في أفريقيا وآسيا نتيجة للصيد مع اصطفاء طبيعي أصبحت أقصر.

## التكوين الداخلي

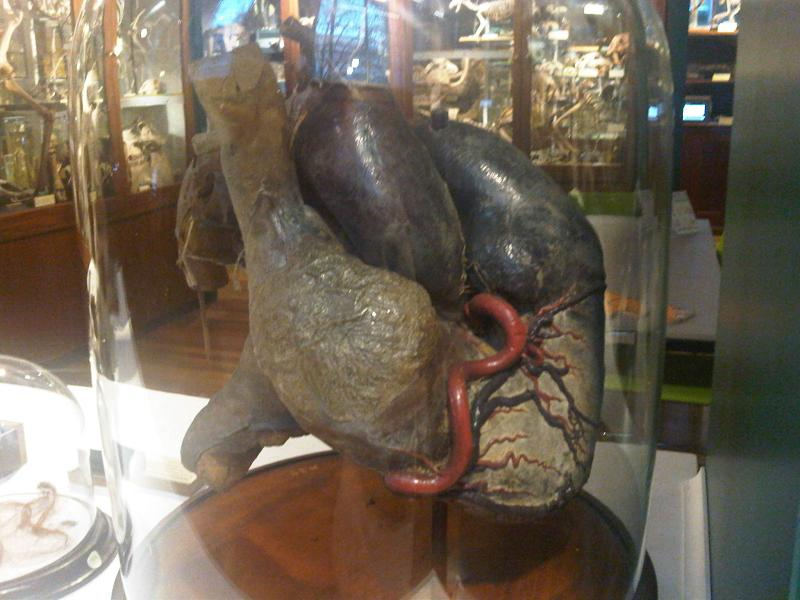

تبلغ كثافة مخ الفيل من 4,5 إلى 5,5 كجم .وعندما تتم مقارنته بمخ الإنسان الذي يبلغ كثافته 1,6 كجم إذا كان مخ الفيل أكبر فإنه يكون أصغر نسبياً. بعدما يولد مباشرة فإن كثافة مخ الفيل عند وصوله إلى سن الرشد تصل مابين 30 إلى 40 كجم .يتطور المخ والمخيخ بشكل جيد ويبلغ فص صدغي من الضخامة مايجعل له جاذبية زيادة. يوجد في فم الفيل كيس يمكنه أن يخبأ الماء بداخله بعد ما يستخدمه. قلب الفيل يبلغ مابين 12 إلى 21 كجم .قمة القلب ذات الأعضاء المزدوجة تكون ذات شكل شاذ بين الثدييات. وأثناء الوقوف فإن قلب الفيل يقذف 30 مرة في الدقيقة .وعلى عكس الحيوانات الأخرى عندما ينام الفيل يظهر ازدياد قذف القلب من 8 إلى 10 مرات في الدقيقة. وتكونا الرئتين مرتبطتين بالغشاء وتوجد أنسجة ضامة بدلا من غشاء رئة. ولهذا السبب فإنه بسبب اتساع القفص الصدري أثناء التنفس فإنه يرتبط بكثير من الأغشية. وعندما يكون هذا الحيوان تحت الماء فإنه يتاح له فرصة تجعله قادر على التعامل مع فارق الضغط الذي يتكون أثناء أخذه نفس على السطح بخرطومه ولكن صحة هذا البيان مثيرة للجدل. تصريح آخر لهذا التكيف يكون عامل مساعد للحيوان على جذبه للماء بخرطومه. تتنفس الفيلة بصفة عامة بخرطومها. ولكن قليل من الهواء يمر أيضا من الأنف .الفيلة ليست مجترة وتكون صاحبة معدة واحدة مقسمة بالحواجز وتهضم المعاء الخلفية في الأعور والقاولون .ومجموع طول الأمعاء الرقيقة، العمية والغليظة يكون مايقرب من 35متر .إذا استمر الهضم لمدة يوم فإن الفيلة تأخذ من الفم وتفرز معم الأغذية دون هضم. ويبلغ طول قضيب الفيل 100 سم.
ويصل سمكه أيضا في القاع إلى 16 سم .وعند عملية الانتصاب يكون في شكل sوتوجد فتحة في النهاية على شكل y.ويبلغ بظر سن الفيل المتطور 40 سم .ومعظم الفرج تكون مابين الأقدام الخلفية بدلا من كونها قريبة من الذنب كما في الثدييات .بسبب جوف البطن الكبير للحيوان فإنه ليس من السهل تثبيت الحمل .غدد أسنان الثدي تكون مابين الأرجل الأمامية، ولهذا السبب يمكن لخرطوم سن صغير الحيوان أن يصل إلى مسافة .في كل منطقة من جانبي الرأس لدى الفيلة يوجد مؤقت خاص للغدد الإفرازية. هذا العضو يتصل بالمعاملة الجنسية ويفرز الذكور سائل من هناك عند وصولهم إلى التوهج بالحرارة. ويٌلاحظ أيضا أن الأسنان تفرز من نفس المكان.

## السلوك والحياة

### البيئة

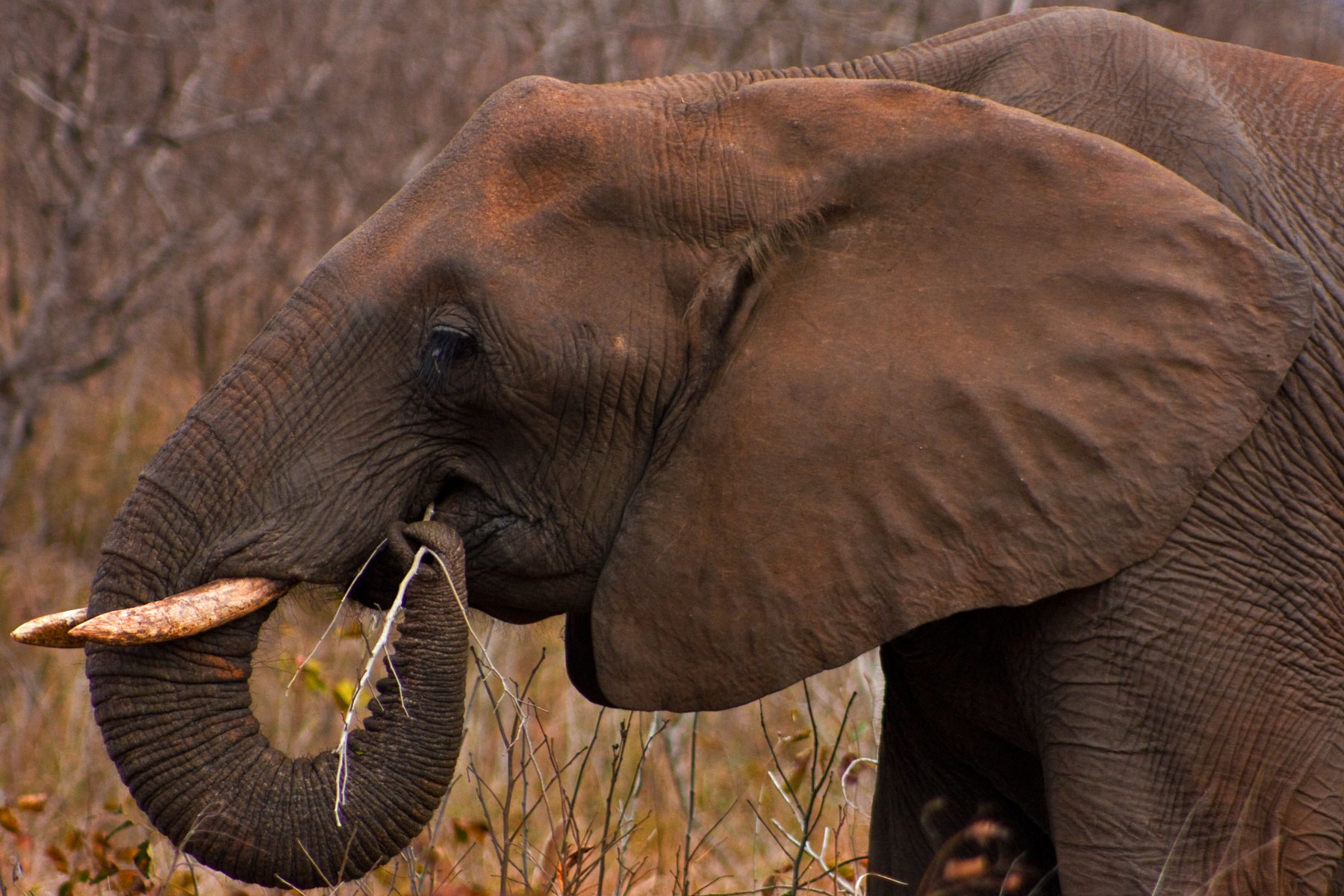

فيلة السافانا الأفريقية تعيش على كل أنواع الارتفاعات حتى الجبال على خط الثلوج من مستوى البحر وفي المساحات الطبيعية المختلفة مثل مناطق السافانا، الصحارى،المستنقعات وسواحل البحيرات.بينما أفيال الغابات يعيشون في الغابات الاستوائية ولكن يمكنها أيضا أن تدخل إلى المناطق البيئية الانتقالية التي توجد مابين معرض الغابات، الغابات وأماكن السافانا. مراعى الفيلة الآسيوية ترجح المساحات التي تتكون من أراضى البور والأشجار، وتعيش في غابات جنوب هندستان، والشجيرات الشائكة في سيريلانكا، وأيضا في شبه جزيرة الملايو وفي الغابات ذات الوراق دائمة الخضرة. الفيلة آكلة للأعشاب .وتعتمد في غذائها على الأوراق، البراعم، الفواكه وأصداف الأشجار وأيضاً الجذور . بينما تفضل الفيلة الأفريقية أن تعتمد في غذائها أكثر على الوراق، البراعم والفواكه، فإن الفيلة الآسيوية تفضل أن تتغذى على أماكن العشب البرية القريبة والجذور .تستهلك يومياًفي غذائها على مايقرب من 150 كجم وتشرب مايقرب من 40 لتر .وتفضل الفيلة عادةً البقاء بالقرب من منابع المياه. تتناول الغذاء بشكل أساسى في الصباح، بعد الظهر وفي المساء .وفي وقت الظهيرة فإن الفيلة تسترخى تحت الأشجار .ويمكنها ان تغفو واقفة. وينامون في الليل ممددين على الأرض .وينامون في اليوم مابين 3 إلى 4 ساعات. وتستطيع الذكور وأيضاً المجموعات العائلية أن تجتاز في اليوم طريق يصل مابين 10 إلى 120 كم .فقط في الحديقة الدولية أتوشا في ناميبيا يمكنهم أن يسجلو عبورهم لمسافات طويلة تصل مابين 90 إلى 180 كم. ولديهم القدرة على الهجرة بشكل موسمى من أجل البحث عن الغذاء، الماء والزوج .ويٌلاحظ أن قطيع من الفيلة في الحديقة الدولية تشوبى في بوتسوانا عندما تجف مصادر المياه الإقليمية ينزلون بعمق 325 كم في النهر.
بسبب أجسادهم الضخمة فان الفيلة لها تأثير كبير جدا ومهم على البيئة ولهذا السبب تعد من أنواع حجر الزاوية . ولديها القدرة على الدوران على جميع مراعى السافانا لازالة جذور الشجر والشجيرات .وفي أثناء الجفاف يحفرون من أجل الحصول على المياه وتستفاد الحيوانات الخرى أيضاًمن الحفر .وتتدحرج داخل الطين موسعة حفر المياه التي ترتوى منها .تحفر الفيلة في جبل إلغون وتٌستخدم من قبل حافريات الكهوف، الخفافيش والحشرات. الفيلة موزعة البذور الضرورية .فيلة الغابات الفريقية تبلغ البذور وتخرجها على شكل براز .هذه العملية إما لها تأثير أوليس لها تأثير أو ذات تاثير إيجابى على عملية إنتاش. تُوزع البذور على مسافات كبيرة. من اجل أن تُوزع البذور الكبيرة في الغابات الآسيوية تشعر الفيلة باحتياجات النباتات العملاقة. هذه البيئية التي لايمكن الإستغناء عنها عن طريق التابير الهندى الذي يعد أكبر نبات من بعد النيش .كثير من الغذية التي تتغذى عليها الفيلة تكون مصدر لغذاء حيوانات أخرى مثل القرود، وبراز الفيل يفرز في خنافس الروث دون امتصاصه .يوجد أيضاًللنظم الإيكولوجية آثار سلبية على الفيلة.

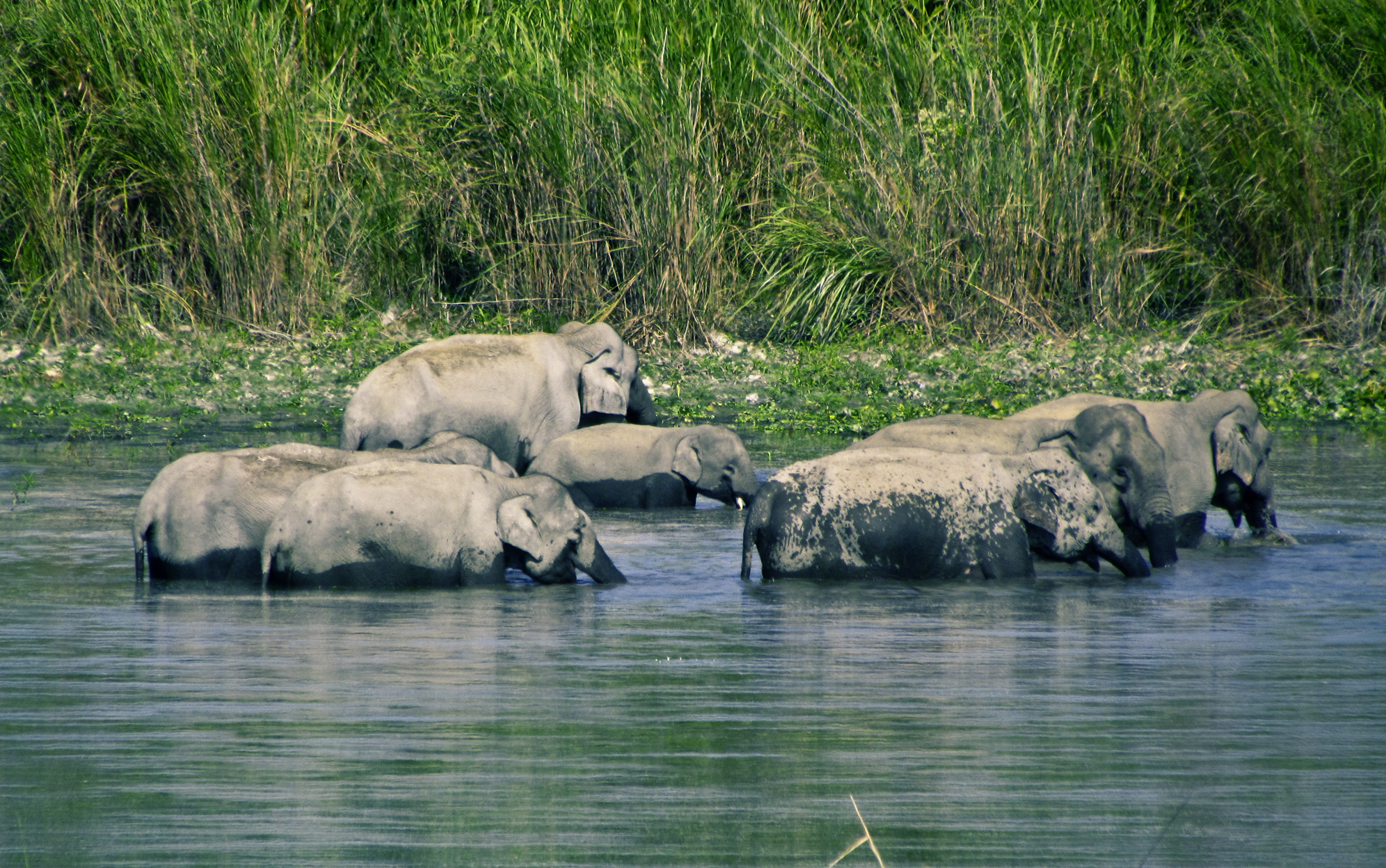

كثير من سكان الفيلة في الحديقة الدولية مورسيشون فاليس في أوغندا يضعون السكان من الطيور الصغيرة التي تعتمد على أراضى الغابات تحت السيطرة .بسبب الكثافة فان المطر له تأثير هام عند تشكيل انجراف التربة مسببا تدفقها دون تصفية إلى داخل التربة مما يؤدى إلى تقلص التربة .تعيش الأفيال بصفة عامة مع الحيوانات آكلة العشب الأخرى في هدوء وتقف الحيوانات الخرى بعيداً عن الأفيال .تٌسجل بعض التأثيرات العدوانية بين الأفيال ووحيد القرن .قُتلت أفيال أخرى في المجموعة العائلية لوحيد القرن التي هجمت على فيل صغير في الحديقة الدولية أبيرذار بقونيا. وفي التسعينات بدأت أفيال يتيمة شابة اٌحضرت إلى حديقة هولوهلوى إيمفولوزى أفريقيا الجنوبية في قتل مجموعة من وحيد القرون العشوائية وقامت الأفيال الذكور بعدما ترعرعت بقتل 36 وحيد قرن. وبفضل الأجسام العملاقة للأفيال البالغة يمكن اعتبارهم بأنهم لا يٌقهروا ضد الحيوانات المفترسة .يمكن لصغار الأفيال ان تكون بمثابة غذاء للأسود وضبع مرقط وكلب بري إفريقي، أما في آسيا فيمكن أن تكون فريسة النمور. في الحديقة الدولية تشوبا في بوتسافانا خلال فترة الجفاف تصير الأفيال فريسة الأسود، ويُذكر قتل قطيع يتكون من 30 أسد مجموعة أفيال تتراوح اعمارهم مابين 4 إلى 11 سنة. يٌرى في الفيلة عدد كثير من الحيوانات الصفيلية مقارنة بالحيوانات آكلة العشب ويأتى على رأسها بشكل خاص الديدان.

## البنية الاجتماعية
الحياة الاجتماعية لذكور وإناث الأفيال تختلف كثيراَ عن بعضها البعض .فحياة الإناث تٌقضى في مجموعات أسرية أمومية مرتبطة بشدة مع بعضها البعض .تتكون هذه المجموعات العائلية من الأمهات، والصغار وأحياناَ تتكون من من أكثر من عشرة أفراد من الفيلة. أقدم الإناث تكون هي قائدة المجموعة. تظل القائدة هي الرائدة إلى أن تموت أو عندما تنفذ طاقاتها للقيام بهذا الدور . في الدراسة التي اٌجريت بين الفيلة التي تعيش في حديقة الحيوانات عندما تموت الأنثى رائدة المجموعة يجب المراعاة بشكل دقيق مستوى الكورتيزون في براز الفيلة الأخرى. عندما تموت أقدم الفيلة أو تضطر إلى ترك منصبها تأتي بدلاَ منها أقدم فيلة حتى لوكانت شقيقتها في المجموعة .ويٌرى أن أقدم الفيلة تعطى القرار ذا التأثير الأكبر على المجموعة. البيئة الاجتماعية لأنثى الفيل ليست منحصرة مع مجموعة عائلية صغيرة فقط .عندما ننظر إلى الأفيال التي تعيش في الحديقة الدولية أمبوسلى في قونيا، يٌلاحظ أنه على مدار حياة أنثى الفيل تفاعل المجموعات الأخرى مع القبائل والفئات السكانية الحيوانية .وبشكل عام تدخل العائلات في روابط مع بعضها البعض فتتكون المجموعات المرتبطة التي تتشكل من اثنين من المجموعات الأسرية .وتتشكل بنية اجتماعية أخرى خلال موسم الجفاف بتوحد عائلات الأفيال مطلقاً عليها اسم «عشيرة / قبيلة».في داخل هذه العشائر لا تؤسس المجموعات علاقات وثيقة ولكنها تدافع عن المنطقة ضد القبائل الأخرى في خلال موسم الجفاف .عادةً مايوجد 9 مجموعات في داخل القبيلة .وتنقسم أيضاً سكان الفيلة المبوسياية إلى اثنين من السكان الفرعيين بصفة «مركزية» وأخرى «بيئية». توجد بنيات اجتماعية متشابهة في بعض سكان الأفيال الذين يحيون في الهندوستان وسيريلانكا .ويٌرى وحدات أسرية ضيقة ومجموعات أخرى كبيرة ليست وثيقة الارتباط .وقد لُوحظ الوحدات التي تقوم بحماية الأفيال الشابة ومجالسة صغار الأفيال .المجموعات الأسرية في داخل سكان الأفيال في جنوب الهندستان يٌحتمل أن تقوم ببناء مجموعات أسرية وثيقة وقبائل .المجموعات الأسرية هي مجموعات صغيرة تتكون من أنثى أو اثنين ومن الصغار .وتٌعرف المجموعات التي تتضمن أفراد أكثر من انثتين ومجموعة الصغار بالمجموعة الأسرية المشتركة . الوحدات الأسرية لسكان أفيال شبه جزيرة ملايو تكون صغيرة للغاية، ولا تتضمن بنيات اجتماعية أكبر من المجموعات الأسرية المرتبطة بالعائلة. أما المجموعات الأسرية لأفيال الغابة الأفريقية تتكون بصفة عامة من أنثى وواثنين أو ثلاثة من الصغار .وعلى وجه الخصوص يٌرى بداخل الغابة تعاون هذه المجموعات الأسرية في موضوعات مثل فتح الطريق .أما حياة الذكور البالغين فهى مختلفة للغاية عن الإناث .وعندما تصل لمرحلة النضوج فإنها تتفاعل مع الذكور الأخرى مبتعدةً عن المجموعات الذكورية للأفيال وحتى مع المجموعات الأسرية الأخرى .وتمر الذكور البالغين بأمبوسيلى في قونيا بعيدا عن 80% من العائلات في الوقت المناسب عن عمر يناهز 14 إلى 15 سنة .وتٌحال معارض السلوك العدواني للإناث الكبار بالمجموعات الأسرية ضد الذكور إلى انفصالها عن المجموعة بشكل كامل .وعندما تنفصل الذكور عن المجموعة فإنها تعيش إما وحيدة أو مع ذكور أخرى .وغالباً ماتفضل البقاء منعزلةً عن الذكور الموجودين في الغابات الكثيفة. وبصفة عامة تعيش ذكور الأفيال الآسيوية وحيدة ولكن يمكنها أيضا العيش في شكل مجموعات تتكون من اثنين من الفيلة أو أكثر من ذلك. وعلى هذا النحو يٌلاحظ أن سبعة ذكور من الأفيال كحد أقصى بين المجموعات يكونوا بمثابة مجموعة .ويٌرى في أفيال السافانا الأفريقية مجموعات تتضمن بداخلها على أكثر من 10 من ذكور الأفيال الأعضاء .وأكبر هذه المجموعات تتضمن في داخلها 144 من أفيال السافانا الفريقية.

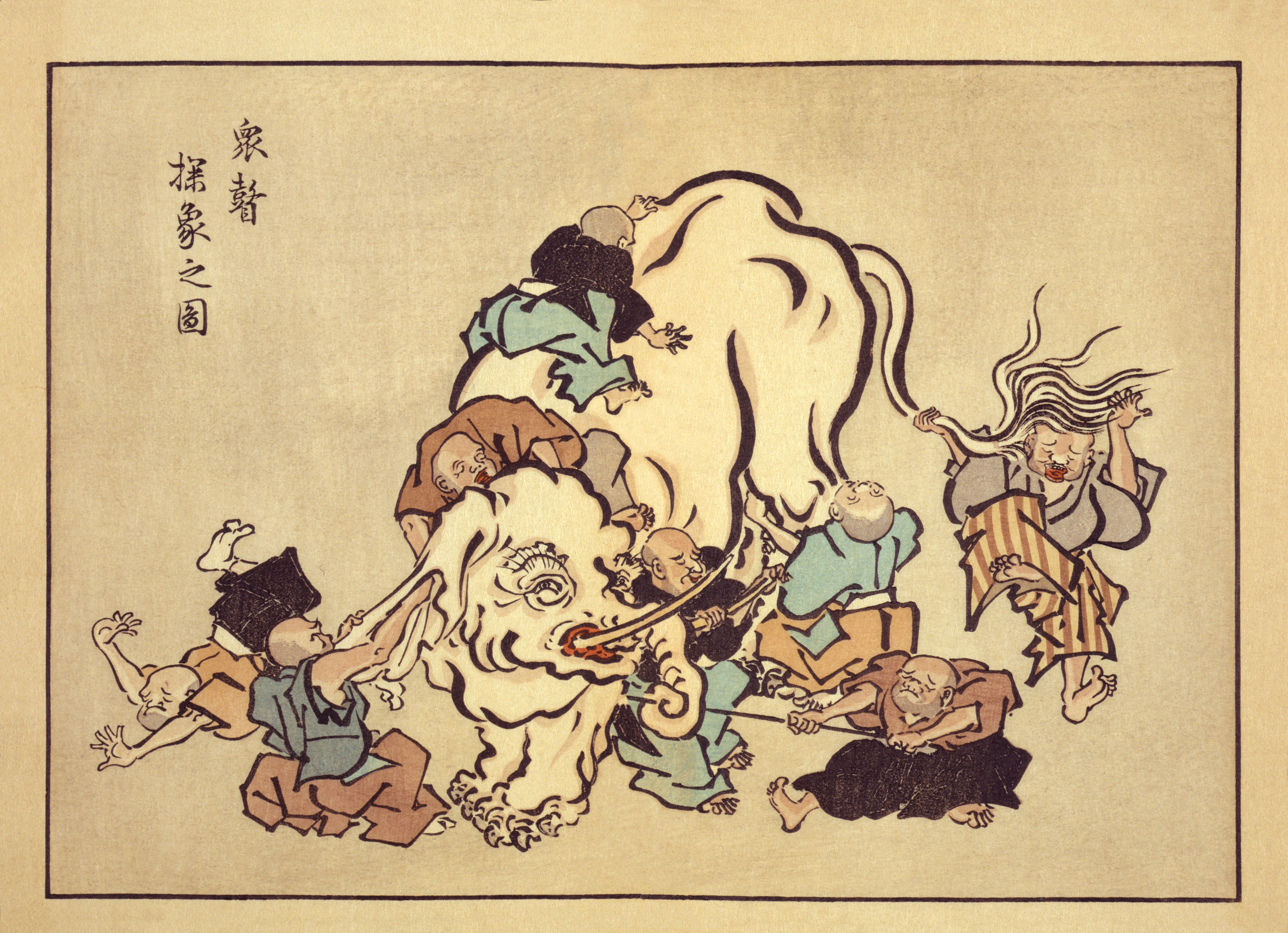
أسطورة الرهبان العميان والفيل من التراث الياباني.

ليس أدل على ارتباط الفيل بالعظمة والكبرياء من المثل الصيني الذي يقول «ركب فلان فيلاً» : أي أصبح سعيداً.

## استعمال الفيل في الحرب قديماً
استعملت الفيلة التي عُرفت قديما في الحروب. فقد هزم الجيش المقدوني الذي قاده الإسكندر الأكبر عام 331 ق.م جنود الفرس الذين امتطوا الفيلة في المعركة. كما استعمل القائد المشهور هانيبال من قرطاجة عام 218 ق.م الفيلة من أجل اجتياز جبال الألب في فرنسا لغزو إيطاليا.
كما استعملهُ جيش أبرهة الأشرم لهدم الكعبة نحو سنة 570. فسميت تلك السنة عند العرب بعام الفيل، وقد وردت قصته في القرآن الكريم في سورة الفيل.
وخلال القرن التاسع عشر لمع اسم فيل إفريقي سُمي جامبو وأصبح من المشاهير. وقد عُرض هذا الفيل في حديقة الحيوان بلندن لأكثر من 17 سنة. وجاء الزوار إلى لندن من جميع أنحاء العالم لمشاهدة أضخم حيوان وقع في الأسر في ذلك الوقت. فقد بلغ طوله 3,4 متر ووزنه أكثر من 6,5 طن متري.
واشتراه عام 1882 رجل الاستعراضات الأمريكي بي. تي بارنوم وجعل منه نجماً جذاباً في السيرك. ومنذ ذلك الوقت أصبح لفظ جامبو يُطْلَق على أي شيء أو شخصية ضخمة.

## وصلات خارجية
- الفيل من الموسوعة العربية
- صور هجرة افيال مالي من قناة ناشيونال جيوغرافيك العربية